# 陳元 (弘治進士)
陳元（1465年—？），字虞佐，浙江紹興府會稽縣人，民籍，明朝政治人物。

## 生平
弘治二年（1489年）己酉科浙江鄉試第五名舉人。弘治六年（1493年）中式癸丑科會試第二百九十八名，二甲第三十三名進士。

## 家族
曾祖陳益；祖父陳臯；父陳端，母鄭氏。慈侍下。